# Ватанабэ, Цуёси
Цуёси Ватанабэ (яп. 渡辺 剛; род. 5 февраля 1997, Сайтама) — японский футболист, защитник нидерландского клуба «Фейеноорд» и национальной сборной Японии.

## Карьера

### Начало карьеры
Футболист начинал свой футбольный путь в академии клуба «Токио» в команде до 15 лет. После окончания средней школы футболист был маленького роста, порядка 160 сантиметров, из-за чего его не не перевели в команду до 18 лет. Дальше футболист продолжил учёбу в старшей школе при университете Яманаси Гакуин. Во время выступления в команде старшей школы футболист быстро вырос и вскоре главный тренер стал использовать его в амплуа центрального защитника. Также отмечалась великолепная игра головой у футболиста, которую он часто оттачивал. После окончания старшей школы поступил в Университет Тюо, где стал на протяжении нескольких лет одним из ключевых игроков.

### «Токио»
В июле 2018 года футбольный клуб «Токио» подписал с футболистом контракт. Сам игрок отправился затем выступать в резервную команду. Дебютный матч сыграл 21 июля 2018 года против клуба «Азул Кларо». В начале 2019 года уже готовился с основной командой, однако по началу сезона ещё несколько раз сыграл за резервную команду. Дебютировал за клуб 6 марта 2019 года в рамках Кубка Джей-лиги против клуба «Касива Рейсол», также на 30 минуте забив свой дебютный гол. Свой дебютный матч в Джей-лиге сыграл 28 апреля 2019 года против клуба «Мацумото Ямага». Затем быстро закрепился в основной команде клуба, став ключевым центральным защитником. Свой дебютный гол в чемпионате забил 24 августа 2019 года в матче против клуба «Хоккайдо Консадоле Саппоро». По итогу сезона стал серебряным призёром Джей-лиги.
В начале 2020 года вместе с клубом отправился выступать в Лиге чемпионов АФК, пройдя квалификационный матч. Дебютировал на турнире 11 февраля 2020 года в матче против южнокорейского клуба «Ульсан Хёндэ». Сам же футболист как для себя, так и для команды начал сезон в роли капитана. Первый матч в чемпионате сыграл 23 февраля 2020 года против клуба «Симидзу С-Палс». Затем чемпионат был приостановлен из-за пандемии COVID-19. После возобновления чемпионата в первом же матче 4 июля 2020 года против клуба «Касива Рейсол» футболист забил свой первый в сезоне гол. В Лиге чемпионов АФК футболист вместе с клубом дошёл в стадии 1/8 финала, где 6 декабря 2020 года проиграли китайскому клубу «Бэйцзин Гоань». В январе 2021 года стал обладателем Кубка Джей-лиги, где в финале выиграл у клуба «Касива Рейсол».
Новый сезон начал с ничейного матча 27 февраля 2021 года против клуба «Урава Ред Даймондс», где футболист уже вышел без капитанской повязки. Первый гол забил 17 марта 2021 года в матче против клуба «Сёнан Бельмаре», благодаря которому получилось одержать победу. Вместе с клубом дошёл до стадии полуфинальных матчей в рамках Кубка Джей-лиги, однако по сумме 2 матчей против клуба «Нагоя Грампус» не смогли выйти в финал. На протяжении 3 сезонов за клуб футболист провёл 103 матча во всех турнирах, отличившись 7 голами.

### «Кортрейк»
В декабре 2021 года футболист перешёл в бельгийский клуб «Кортрейк». Дебютировал за клуб 14 января 2022 года в матче против клуба «Гент». Футболист быстро закрепился в основной команде клуба и за вторую половину чемпионата сыграл в 7 матчах, которые провёл выйдя в стартовом составе и отыграв все 90 минут. Летом 2022 года начал сезон как полноценный игрок основного состава клуба. Первый матч сыграл 23 июля 2022 года против клуба «Ауд-Хеверле Лёвен». В следующем матче 31 июля 2022 года футболист забил свой дебютный гол против клуба «Серен». Футболист получил награду лучшего игрока клуба по итогам прошедшего чемпионата. По итогу сезона футболист закончил бельгийский чемпионат на четырнадцатом итоговом месте, отличившись за клуб забитым голом.

### «Гент»
В июне 2023 года футболист перешёл в бельгийский клуб «Гент», с которым подписал четырёхлетнее соглашение. Сумма трансфера составила порядка 3.5 миллиона евро. В июле 2023 года футболист вместе с клубом отправился на квалификационные матчи лиги конференций УЕФА. Дебютировал за клуб 27 июля 2023 года в матче против словацкого клуба «Жилина», также отличившись дебютным забитым голом. Первый матч в чемпионате за клуб сыграл 30 июля 2023 года против своего бывшего клуба «Кортрейк», выйдя на поле в стартовом составе. Первый гол в чемпионате забил 13 августа 2023 года в матче против клуба «Вестерло». Вместе с клубом вышел в групповой этап Лиги конференций УЕФА, пройдя также польский клуб «Погонь» и кипрский АПОЭЛ. Первый матч на групповом этапе Лиги конференций УЕФА сыграл 21 сентября 2023 года против украинской «Зари». По итогу группового этапа футболист вместе с клубом занял второе место и вышел в раунд плей-офф Лиги конференций УЕФА. По итогу раунда плей-офф Лиги конференций УЕФА футболист вместе с клубом по сумме матчей уступили израильскому клубу «Маккаби» Хайфа и завершил выступление в рамках еврокубкового турнира.

### «Фейеноорд»
23 июля 2025 года перешёл в нидерландский «Фейеноорд», подписав четырёхлетний контракт до середины 2029 года. 6 августа дебютировал в матче Лиги чемпионов УЕФА против турецкого «Фенербахче».

## Международная карьера
В октябре 2019 года выступал за молодёжную сборную Японии до 22 лет. В декабре 2019 года получил вызов в национальную сборную Японии для участия в чемпионате Восточной Азии. Дебютировал за сборную 14 декабря 2019 года в матче против Гонконга. По итогу турнира футболист со сборной стали серебряными призёрами.
В январе 2020 года отправился вместе с молодёжной сборной Японии до 23 на чемпионат Азии по футболу среди молодёжных команд. Дебютировал за сборную 9 января 2020 года в матче против Саудовской Аравии. Однако японская сборная не смогла выйти из группы и вылетела с турнира.
Был включён в состав сборной Японии на Кубок Азии 2023 в Катаре.

## Достижения
Клубные
«Токио»
- Обладатель Кубка Джей-лиги: 2020

Сборная
Япония
- Серебряный призёр чемпионата Восточной Азии: 2019